# Erika Mann (Politikerin)

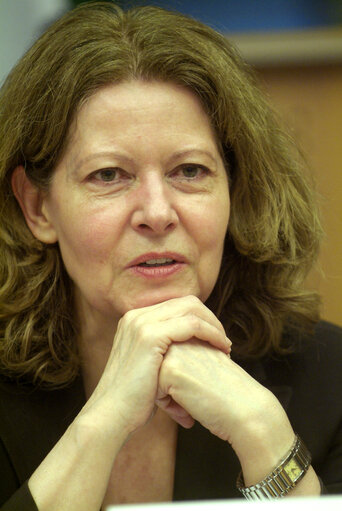
Erika Mann (2007)

Erika Mann (* 2. November 1950 in Leipzig) ist eine deutsche Politikerin und
war von 1994 bis 2009 Mitglied des Europäischen Parlaments für die SPD. Seit 2011 ist sie Lobbyistin für Meta Platforms (vormals Facebook Inc.) in Brüssel.

## Berufliche Karriere
Erika Mann ist Diplom-Pädagogin und an der Universität Hannover tätig und ist Vizepräsidentin der Lobbyorganisation Computer & Communications Industry Association (CCIA). Seit November 2011 vertritt Erika Mann als Lobbyistin die Interessen Facebooks in Brüssel.

## Politik
Erika Mann trat im Jahr 1972 in die SPD ein und ist seit 1995 Vorstandsmitglied der Arbeitsgemeinschaft der Selbständigen/Arbeitsgemeinschaft Wirtschaft (AGS/AGW) in der SPD im Bezirk Hannover. Sie war bis 1996 Kreistagsabgeordnete des Landkreises Northeim.
In den Jahren 1994 bis 2009 war sie Mitglied des Europäischen Parlaments für die Sozialdemokratische Partei Europas (SPE). Dort war sie zuletzt Mitglied der Konferenz der Delegationsvorsitzenden, Mitglied im Ausschuss für internationalen Handel, Stellvertreterin im Ausschuss für Industrie, Forschung und Energie sowie Stellvertreterin im Haushaltskontrollausschuss. Zudem war sie Koordinatorin der SPE-Fraktion im Ausschuss für internationalen Handel (INTA) sowie Mitglied des Lenkungsausschusses der parlamentarischen Versammlung zur WTO. Bei der Europawahl 2009 verpasste sie die Wiederwahl ins Europäische Parlament.

### Trivia
Erika Mann hielt sich am 26. November 2008 in Indien auf und überlebte die Anschläge von Mumbai unverletzt. Sie war als Mitglied einer achtköpfigen Delegation des Ausschusses für internationalen Handel zusammen mit dem ebenfalls deutschen Europa-Abgeordneten Daniel Caspary (CDU) als Gast im Hotel Taj Mahal.

## Sonstige Ämter und Mitgliedschaften
Sie ist Senatorin der Max-Planck-Gesellschaft (MPG), Mitglied des Kuratoriums des Max-Planck-Instituts für Sonnensystemforschung (Katlenburg-Lindau), stellvertretende Vorsitzende des Kuratoriums des Vereins „Frauen geben Technik neue Impulse“, Mitglied des Kuratoriums des Internationalen Bildungs- und Begegnungswerkes (IBB), Patin der Erika-Mann-Grundschule, Berlin, Vorsitzende des Transatlantic Policy Network (TPN), Mitglied des Board of Directors (Salzburg), Mitglied des Board of Directors (Internews Europe), Vorsitzende der European Internet Foundation (EIF), Vorstandsmitglied der Kangaroo Group sowie Mitglied der International Informatization Academy der Vereinten Nationen (VN). 2006 war sie Initiatorin und Gründungsmitglied der German European Security Association und Leiterin der Arbeitsgruppe zur IT-Sicherheit.